# 시코쿠
시코쿠(일본어: 四国)는 혼슈, 규슈, 홋카이도와 함께 일본 열도를 구성하는 섬으로, 일본 남부에 있다. 일본 열도를 구성하는 섬 중 가장 작다.
고키시치도(五畿七道)의 난카이도(南海道) 가운데 기이국과 아와지국을 제외하고 아와국, 사누키국, 이요국, 도사국 등 4개 율령국이 있었으며 근세 이후에는 4개의 율령국이 있었다는 뜻에서 '시코쿠(四国)'라 불리기 시작했다. 오늘날에는 도쿠시마현, 가가와현, 에히메현, 고치현 등 4개 현으로 구성되어 있다. 4개 현의 총 인구는 약 363만 명(2022년 기준)으로 요코하마시(약 377만 명)보다 적다.
시코쿠섬 주변의 부속 섬들을 한데 묶어서 '시코쿠 지방'을 이루는데, '시코쿠'라고 할 때는 통상적으로 시코쿠 지방을 의미한다. 시코쿠 지방을 구성하는 4개의 현 가운데 도쿠시마현, 가가와현, 에히메현은 산요 지방과의 교류와 많다. 동부의 도쿠시마현은 정치·경제·문화 면에서 긴키 지방의 영향을 받으며, 북동부의 가가와현은 문화·경제 양면에서 오카야마현과의 연결이 깊고, 북서부의 에히메현은 히로시마현이나 규슈의 오이타현과의 교류가 많다.

## 개요
시코쿠 지방을 구성하는 4현 중에서 도쿠시마현·카가와현·에히메현은 섬내 교류와 함께 혼슈 시코쿠 연락교도 있어 혼슈와의 교류도 활발하다.
서남부를 제외한 시코쿠 전역은 긴키 지방의 영향력을 문화적으로 강하게 받고 있지만, 동부의 도쿠시마현은 정치·경제에 있어서 그 영향이 특히 뚜렷하다. 북동부의 가가와현은 문화·경제 양면에서 오카야마현과 깊은 관계를 맺고 있으며, 다카마츠 자동차도와 고베 아와지 나루토 자동차도의 개통 이후에는 도쿠시마현과 마찬가지로 긴키 지방과의 교류도 이전보다 활발해지고 있다. 서부의 에히메현은 히로시마현이나 규슈의 오이타현과의 교류가 뚜렷하다. 한편 고치현은 육로가 험준하고 해상 왕래가 발달하여 예로부터 위쪽인 교토의 영향을 많이 받았다. 근세에는 에도의 영향도 강하게 받아 정치·문화적으로 중심부라는 자부심이 있다.
일본의 주요 4개 섬 중 유일하게 정령지정도시가 없다. 승려 구카이가 개척한 시코쿠 88개소를 순례하는 관광 코스가 널리 알려져있다.

## 지리

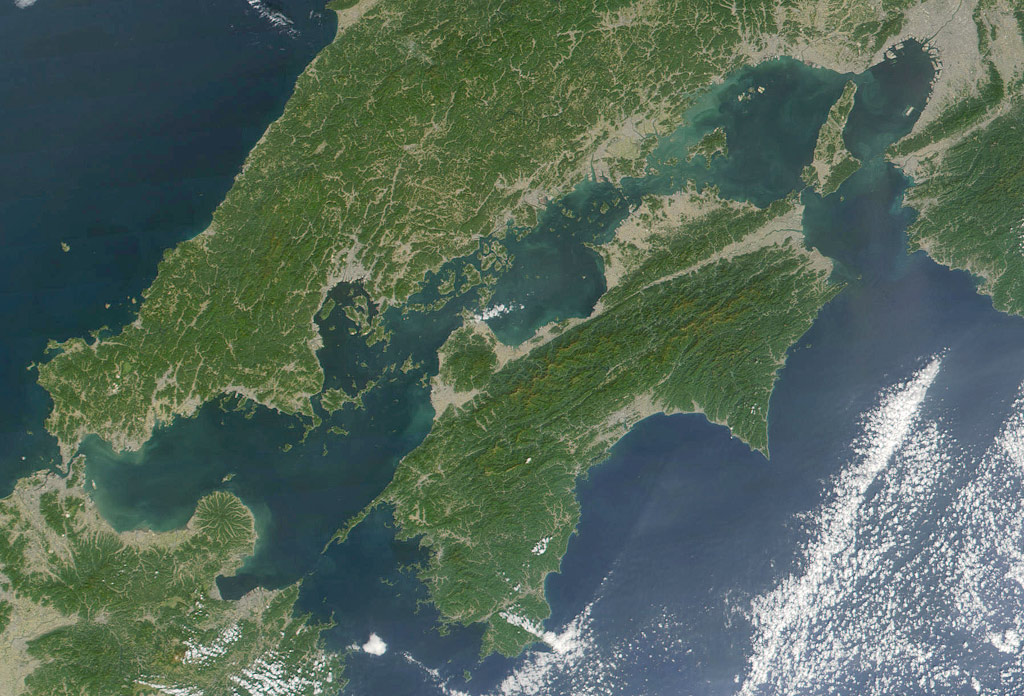
시코쿠를 중심으로 한 세토 내해의 위성 사진

약 19,000,000년 전 일본 열도의 탄생과 함께 시코쿠의 전신이 생겨났다. 세토 내해를 사이에 두고 긴키, 산요, 규슈 등 육지 삼 개에 둘러싸여 있었다. 섬 중부에는 각 현의 자연 경계처럼 시코쿠 산지나 사누키산맥이 솟아 있어 이 산지 탓에 현재도 현 4개가 교류하기 어렵다.
주오 구조선이 요시노강(吉野川) 북에서 사다미사키반도(佐田岬半島)에 걸치고 동서로 관철한다. 섬에서 최고도(最高度)는 이시즈치산(石鎚山)의 덴구다케(天狗岳, 에히메현). 대륙을 제외한 섬 가운데 세계에서 49번째로 넓다.

## 기후

### 기타시코쿠 (북부)
도쿠시마현의 일부 지역과 가가와현 전역, 에히메현 동부 지방같은 세토 내해에 접한 지역은 세토 내해식 기후에 속하는 온난다우 기후다. 태풍 피해도 적어서 올리브나 귤의 재배가 번성한데 대규모 하천은 적어서 수자원이 많지 않고 자고로 물 부족에 수시로 시달렸으므로 연못과 저수지가 다수 만들어진다.

### 미나미시코쿠 (남부)
도쿠시마현의 거의 전역, 에히메현 남부 지방, 고치현 같은 태평양에 접한 지역은 태평양 측 기후에 속한다. 태평양을 흐르는 쿠로시오 해류에 영향받아 온난하며, 봄이 빨리 찾아오기에 본토에서 최초의 벚꽃의 개화 선언이 고치현 일대가 되는 때가 잦아서 이 지역은 촉성 재배가 번성하거나 프로야구 팀의 캠프지가 되거나 온난한 기후를 살린 산업이나 행사가 발달한다.
강수량이 꽤 많아서 임업이 번성하지만 그 만큼 태풍 피해나 집중 호우가 잦으므로 홍수 피해가 잦다.

### 전체에 걸친 기후
시코쿠는 북위 32도에서 34도로 길게 걸쳐 있지 않는데도 온도 차가 제법 크다. 최고 기온은 영상 41.2도로 일본에서 기온이 가장 높고 최저 기온은 영하 8도로 홋카이도 일부와 비슷하다. 온난 습윤 기후가 나타난다.

## 역사

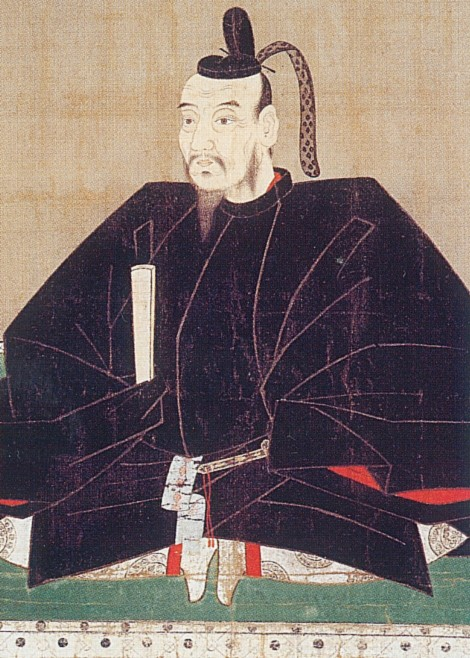
센고쿠 시대 시코쿠를 통일한 조소카베 모토치카.

### 고대
시코쿠는, 기나이에서 남서쪽에 위치하므로 고키시치도에서는 난키(南紀)나 아와지섬과 함께 난카이도에 포함되어 있었다. 긴키-규슈 항로의 중간지점인 시코쿠 서북부 이요국의 도고 온천 등은 조메이 천황나 사이메이 천황(일본서기) 그리고 기타 문인들이 방문한 기록(만엽집)이 전해진다.

### 중세
다이라 씨(平氏)가 겐페이 전쟁에서 패하고 안토쿠 천황을 데리고 이 지역을 일시 본거지로 했기에 이 땅에서 다이라 씨와 헤이지 씨 양 쪽의 전쟁터가 되었다. 무로마치 막부 시대는 호소카와씨가 사누키노쿠니, 아와노쿠니, 도사노쿠니의 삼국을, 고노씨가 이요노쿠니를 각각 수호했다. 센고쿠 시대의 시코쿠의 영주로는 미요시시(三好市)를 거점으로 하여 아와노쿠니에서 야마시로국을 비롯하여 8국을 지배권에 거둔 미요시 나가요시(三好長慶), '도사의 소교' 라고도 불리는 나카무라(中村)를 거점으로 한 도사이치조 씨(土佐一条氏), 이요의 유즈키 성(湯築城)을 본거지로 하는 고노 씨(河野氏), 사누키의 가가와 씨(香川氏), 도사의 조소카베 모토치카(長宗我部元親) 등이 유명했으며 한때 조소카베 씨가 시코쿠를 통일했지만, 이윽고 도요토미 히데요시에게 평정되었다.

### 근세·근대

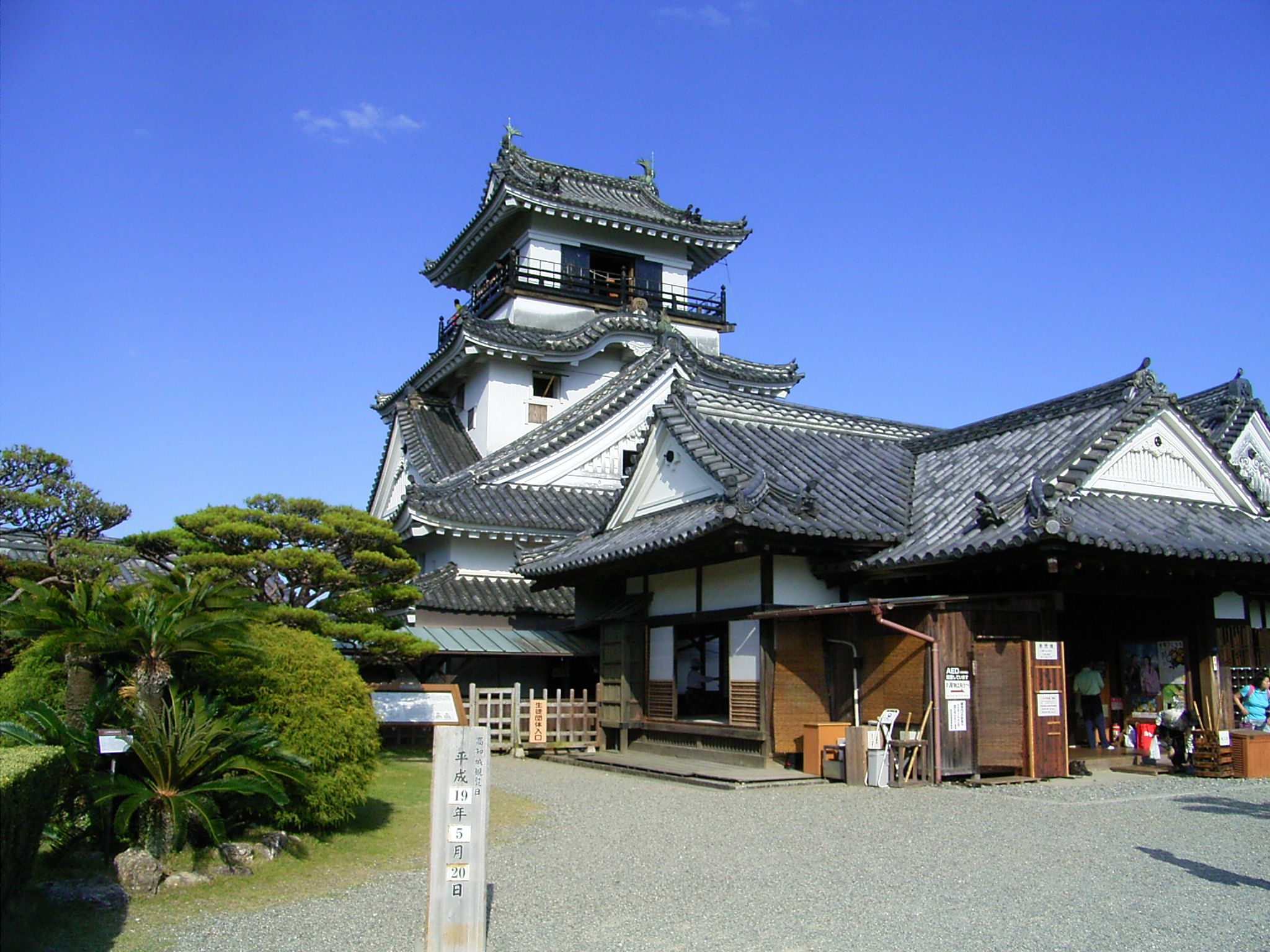
사적 고치성

에도 막부 시대가 되면 그때까지 시코쿠 각지를 지배하던 다이묘들은 시코쿠에서 쫓겨나고 도쿠가와 가문의 신임이 두터운 영주들이 이 땅에 봉행되었다.
에도 막부 말기 유신 기간 중 일어난 사쓰마번과 조슈번 간의 다툼은 도사번(土佐藩)의 사카모토 료마의 중개로 삿초 동맹(薩長同盟)이 되었다. 보신 전쟁(戊辰戦争)에 대해도 도사 번은 관군으로서 각지에서 공을 세웠다. 메이지 천황 즉위 후의 자유민권운동도 이 지역을 중심으로 일어났다.

## 지역
시코쿠는 일본의 4개 섬 중 유일하게 정령지정도시가 없을 정도로 큰 도시가 없고 지형상 제약 탓에 각 현에 도시권이 독립적으로 발달되어있다. 각 현은 모두 혼슈와의 교류가 활발하다. 시코쿠 내의 교류에 관해서는 고속도로의 시코쿠 8자 네트워크화 이후 시코쿠 아일랜드 리그의 발족 등으로 말미암아 4현의 일체감을 강하게 하는 경향이 강해져 각 현의 역사와 역할을 살린 제휴가 깊어지고 있다. 이는 특히 관광객 유치나 산업 투자 분야에서 두드러진다
시코쿠 지방은 편의상 다음의 두 구역으로 나눈다.
- 북부(세토 내해 지방. 가가와 현·에히메 현)와 남부(태평양 지방. 도쿠시마 현 · 고치 현)
- 동부(도쿠시마 현 · 가가와 현)와 서부(고치 현 · 에히메 현)

현재 일본 국내에서조차 시코쿠의 인지도는 다른 지역에 비해 낮은편이다. 시민을 대상으로 한 설문에서 시코쿠 각 현의 위치나 이름을 정확히 짚지 못하는 경우가 많기에 텔레비전의 예능 프로그램에서 소재로 자주 사용된다.

### 주요 도시
- 1. 마쓰야마시(松山市, 515.834명) - 에히메 현청 소재지
- 2. 다카마쓰시(高松市, 419.299명) - 가가와 현청 소재지
- 3. 고치시(高知市, 341.455명) - 고치 현청 소재지
- 4. 도쿠시마시(徳島市, 264.484명) - 도쿠시마 현청 소재지
- 5. 이마바리시(今治市, 168.358명) - 에히메 현
- 6. 니하마 시(新居浜市, 122.713명) - 에히메 현
- 7. 사이조시(西条市, 111.680명) - 에히메 현
- 8. 마루가메시(丸亀市, 110.763명) - 가가 와 현
- 9. 시코쿠추오시(四国中央市, 90.541명) - 에히메 현
- 10. 우와지마시(宇和島市, 84.445명) - 에히메 현

### 지역 경제
시코쿠 4현은 '3% 경제'라고 불리는데 일본 전체 GDP의 3%를 넘지 못하기 때문이다. 시코쿠의 GDP는 핀란드와 비슷한 규모다.
도쿠시마 현은 긴키와, 가가와 현은 오카야마 현과, 에히메 현은 히로시마 현과의 경제상 자주 교류한다. 고치 현은 특별히 경제 교류가 잦은 지역은 없다. 도쿠시마 현은 특히 게이한신(京阪神) 지역과 번성하게 교류하고 비교하거나 상대될 만한 것이 없이 영향받는다. 시코쿠의 세토 내해 측은 태평양 벨트 지대에 위치해서 사카이데시(坂出市), 마루가메시(丸亀市), 시코쿠추오시(四国中央市), 니하마 시(新居浜市), 사이조시(西条市), 이마바리시(今治市) 등이 마쓰야마시(松山市)를 중심으로 세토 내해 공업지역이 형성된다.
도쿠시마시(徳島市)와 사이조 시는 신산업도시건설촉진법(新産業都市建設促進法)에 의하여 新산업도시가 되었다. 시코쿠에 본점을 둔 지방 여러 은행은 인터넷 뱅킹과 편의점 ATM 사업 진출에 소극스러웠으나 도쿠시마은행이 최초로 법인 대상의 인터넷 뱅킹을 시작했고 시코쿠은행이 인터넷 뱅킹을 2006년 1월에 전면에 걸쳐 개시해 현재 가가와 현은 전국에서 유일한 법인 대상의 인터넷 뱅킹 불모지가 되었다.

## 교통
시코쿠는 자고로 기나이로부터 지리상 꽤 근거리에 위치하면서 선박으로 이동할 수밖에 없기에 혼슈와의 왕래에 세토 대교(瀬戸大橋)가 건설될 때까지 선박편이나 항공편으로만 이동할 수 있었다.
오사카에서 배를 타고 아와지섬을 거쳐 페리선을 이용해 해협을 건너는 것이 가장 두루 널리 미치는 루트였다.
철도 교통은 당초 혼슈의 산요 본선에 연락하는 형태였고 각 현청 소재지를 철도로 이동할 수 있게 된 것은 1920년대가 되어서였다.
20세기에 철도가 갑작스럽게 늘면서 시코쿠 각 현청 소재지 중 혼슈에 가장 가까운 다카마쓰 시가 시코쿠의 현관이 되어 기업이나 은행의 시코쿠 지점이 설치되었다. 20세기 말에 이동 수단의 중심이 자동차가 되면서 혼슈 시코쿠 연락교(本州四国連絡橋)가 건설되어 시코쿠의 교통을 크게 편리해졌다.

### 철도

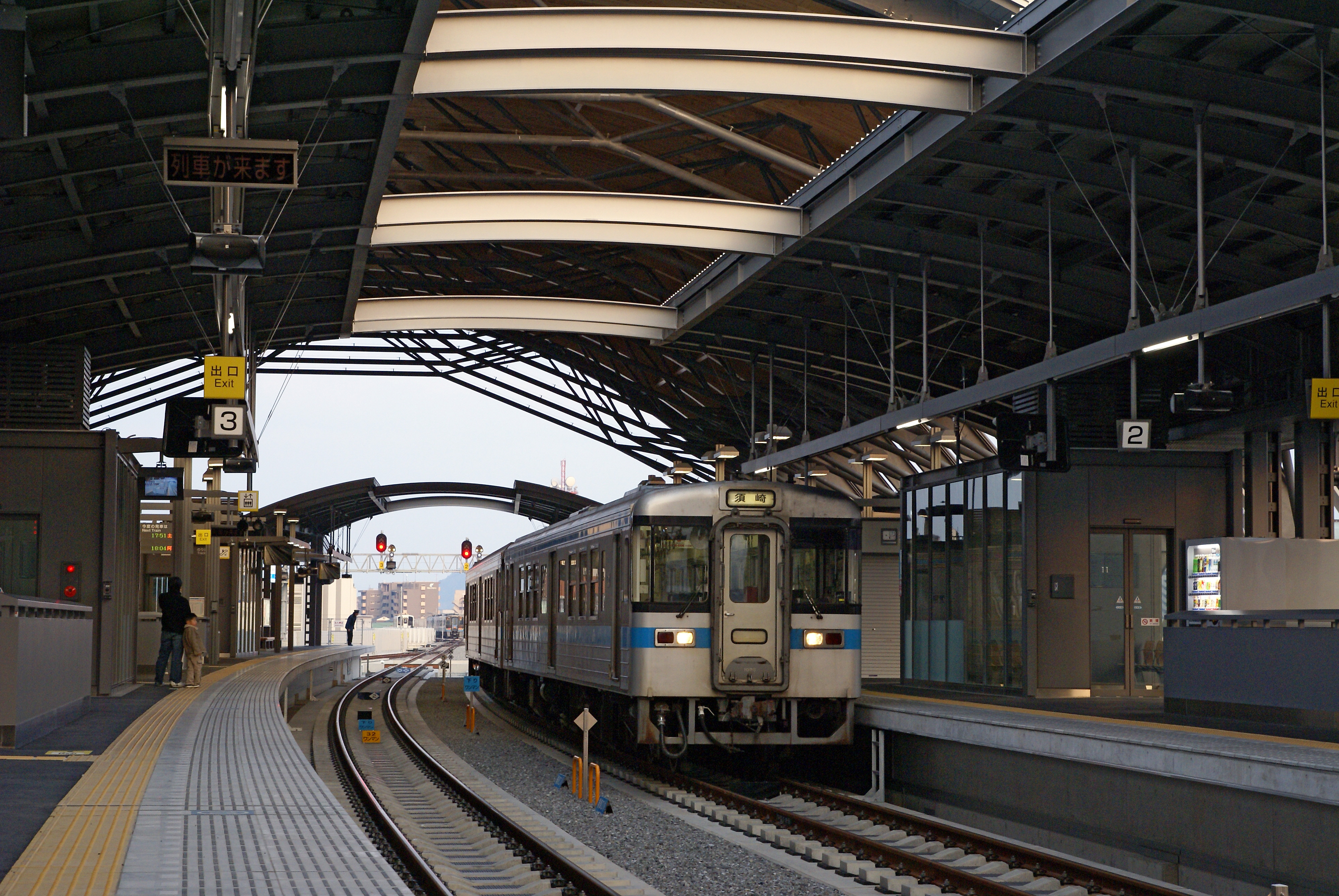
고치 역

시코쿠 여객철도(JR 시코쿠)는 현청 소재지를 연결하는 노선과 시코쿠 - 오카야마 간의 세토대교 선을 간선으로 한다. 복선 전철화한 구간은 세토대교 선 정도다.
국철 시대에 디젤기관차는 조기에 도입됐으나 설비와 시설 개선에서 시코쿠는 항상 뒷전으로 밀려나면서 JR 민영화 직전에조차 시코쿠에는 전철화 구간이 없었다. 21세기가 된 후에도 요산선(予讃線) 등을 제외하고 시코쿠의 JR 선 대부분은 단선 비전철화 상태다.
또 전철화한 노선에서도 터널의 차량 폭 제한 탓에 혼슈와 통일되지 못해서 혼슈의 노선과 직통으로 운전하기 곤란하며 단선이 많아서 과도한 수송량을 따라가지 못해 하급 열차가 대피선에서 상급 열차를 보내느라 장시간 대기하고 상급 열차도 교행 관계로 제 속도를 못 내서 철도가 힘을 제대로 쓰지 못한다.
장기로 시코쿠 신칸센 계획이 있지만 아직 결정된 것은 없다.

### 항공
- 마쓰야마 공항
  -  중화인민공화국 상하이
  -  대한민국 인천
  - 도쿄, 나고야, 오사카, 후쿠오카, 가고시마, 나하
- 다카마쓰 공항
  -  대한민국 인천
  - 도쿄, 가고시마, 나하
- 고치 공항
  - 도쿄, 나고야, 오사카, 후쿠오카, 나하
- 도쿠시마 공항
  - 도쿄, 나고야, 후쿠오카, (삿포로)

## 문화

### 방언
에히메 현 서남부 · 고치 현 서남부는 표준어에 가깝지만, 그 외에는 간사이 방언에 가깝다. 다만 세토우치에 접한 지역은 어휘 · 어법 면에서 주고쿠 방언과의 공통점이 많다. 에히메 중부는 쿄토와 오사카식 엑센트, 가가와현을 중심으로 한다. 에히메 현 동부, 도쿠시마 현 서부에서는 조금 다른 방언인 사누키 방언이 이용되고 있다.

### 축제
- 아와오도리(阿波踊り)
- 요사코이 마츠리(よさこい祭り)
- 니이하마다이코 마츠리(新居浜太鼓祭り)
- 사누키다카마쓰 마츠리(さぬき高松まつり)
- 마쓰야마 마츠리(松山まつり)

### 음식
각 현에는 고유한 특산품이나 향토 요리가 다수 있다. 특산품으로 우동, 고급 설탕 등이 있다. 또, 전국에서 판매하는 대표성 식품으로서는 포카리 스웨트, 스시, 폰쥬스 등이 있다.

## 인구
| 연도 | 인구      | ±%     |
| ---- | --------- | ------ |
| 1920 | 3,066,000 | —      |
| 1930 | 3,310,000 | +8.0%  |
| 1940 | 3,337,000 | +0.8%  |
| 1950 | 4,221,000 | +26.5% |
| 1960 | 4,122,000 | −2.3%  |
| 1970 | 3,904,000 | −5.3%  |
| 1980 | 4,163,000 | +6.6%  |
| 1990 | 4,195,000 | +0.8%  |
| 2000 | 4,154,039 | −1.0%  |
| 2010 | 3,977,282 | −4.3%  |
| 2018 | 3,755,765 | −5.6%  |

## 같이 보기
- 일본 열도
- 일본의 지리
- 시코쿠 방언